# Trionymus levis
Trionymus levis är en insektsart som beskrevs av Tang 1992. Trionymus levis ingår i släktet Trionymus och familjen ullsköldlöss. Inga underarter finns listade i Catalogue of Life.